# Majlis Ghorfat umm Al Sheef
Majlis Ghorfat umm Al Sheef was een zomerhuis van sjeik Rasjid bin Said Al Maktoem in Dubai. Het huis stond vroeger bij een bron in de woestijn, maar door uitbreidingen van de wijk Jumeirah staat het nu midden in de stad, naast de Burj Al Arab.
Het gebouw heeft twee verdiepingen en bevat onder andere een kleine tuin en een vergaderzaal (Majlis) op de eerste verdieping.  Majlis Ghorfat umm Al Sheef werd in 1998 gerestaureerd en het gebouw dient nu als een museum.